# BBou

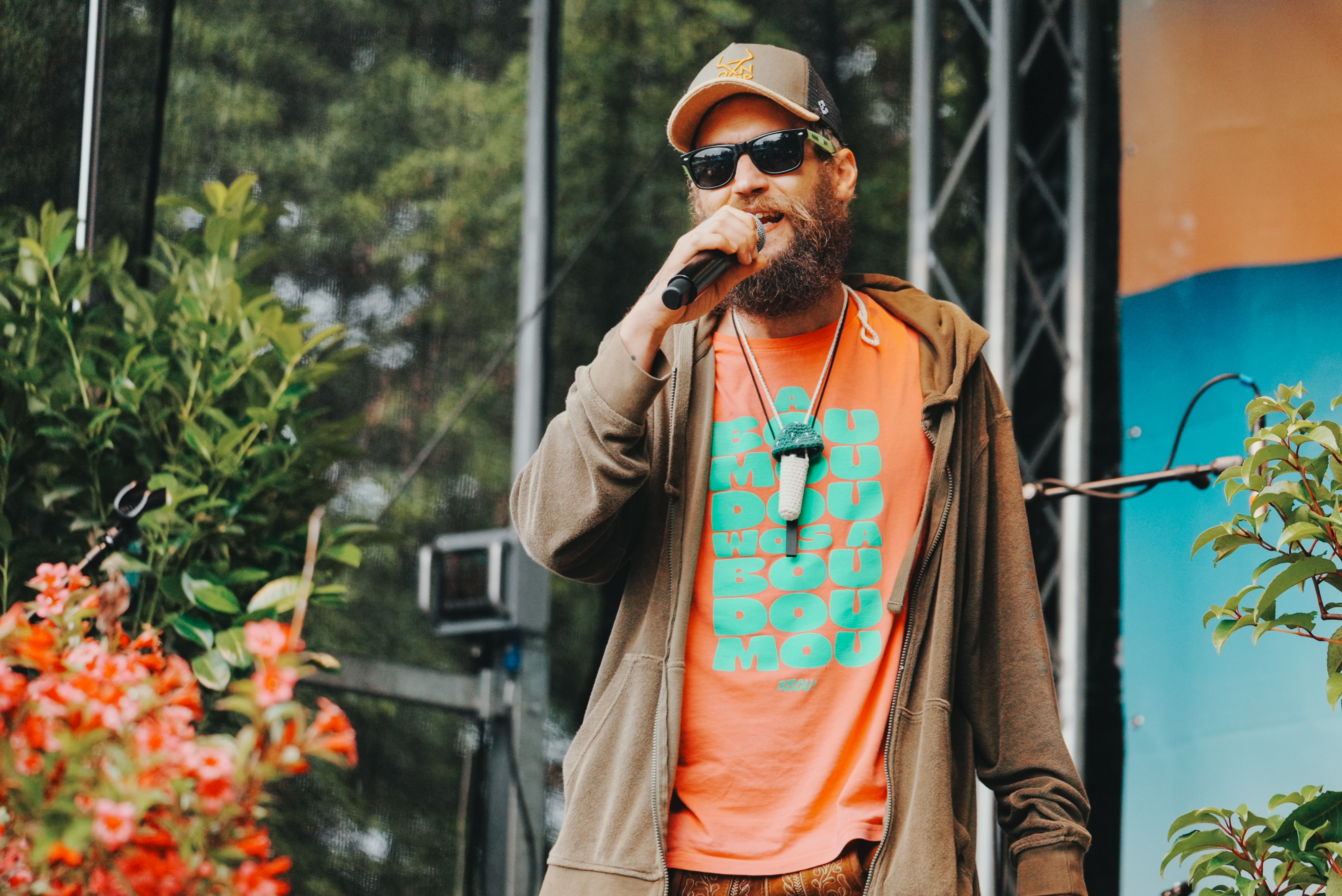
BBou beim Bavarian Caps Open Air

BBou, auch Boarischa Bou, bbou oder Bbou (* 1. Dezember 1986; bürgerlich Michael Honig), ist ein bayerischer Musiker, deutscher Rapper, Musikproduzent und Songwriter, dessen Texte im Oberpfälzischen Dialekt verfasst sind.

## Geschichte
BBou ist seit 2004 am Mikrofon aktiv und entschloss sich nach ersten Versuchen auf Hochdeutsch, im Oberpfälzer Dialekt zu rappen. Dafür wurde er im Jahr 2018 mit dem Dialektpreis Bayern und im Jahr 2024 mit dem Literatur Förderpreis des Markt Beratzhausen ausgezeichnet.
BBou vereint bairische Tradition mit aktueller Musik. Er kooperiert oft mit seinen Mundart-Kollegen Kiste, Liquid & Maniac, Monaco F, Dicht & Ergreifend, Gram Grämsn, der Bavarian Squad, Pam Pam Ida, Widersacher aller Liedermacher, Claudia Koreck und Hannes Ringlstetter.
Seit 2016 veröffentlicht BBou beim Münchener Weltmusik-Label Out Here Records. 2023 tourte er mit „Grod Schey Is“ durch Deutschland.

## Musikstil
BBou kommt aus dem Mundart-Rap/HipHop. Die Inspirationen für seine Tracks holt sich BBou oft aus seinem Umfeld und aus persönlichen Erlebnissen und Erfahrungen.

## Diskografie

### Studioalben
- 2011: Guad & Fesch
- 2012: Volksmusik 2.0 (EP)
- 2013: Bavarian Wasted Youth – BBou & Liquid
- 2014: Es gibt nix bessas wey wos guads, Out Here Records
- 2017: Idylle, Out Here Records
- 2023: Grod schey is[5], Out Here Records

### Mixtapes
- 2008: Bou (Mixtape)
- 2009: Rap mit Soul (Mixtape)
- 2009: Auf dey Xicht (Mixtape)

### Singles
- 2010: Dey Boarische Jugend
- 2012: Kanona
- 2012: Randaliert
- 2013 Da Schorsch & Da Beda / BBou & Liquid
- 2013: Heastas / BBou & Liquid
- 2013: Da beste Bou
- 2014: Have fun und hau di zam
- 2014: Boartad / BBou & Lux
- 2015: Aboumoudou
- 2015: Es gibt nix bessas wey wos guads
- 2016: Wix
- 2016: Oxnsepp
- 2016: Aromatherapie / BBou & Maniac
- 2016: A Hos a Katz
- 2016: Wey a Minsi
- 2023: A Bayer trinkt a Bier – Harrison Fiat Remix (online release)
- 2024: Oans (online release)
- 2024: 420 Mario Ahner (online release)
- 2024: Oxnsepp Remix (online release)
- 2024: zu Dir oder zu mir (online release)
- 2024: Kanona – Harrison Fiat Remix (online release)
- 2025: Beys
- 2025: In meim Dorf

## Auszeichnungen
- 2018: Preisträger Dialektpreis Bayern 2018[7]
- 2024: Literatur Förderpreis im Rahmen der Literaturtage im Oberpfälzer Jura/markt Beratzhausen[8]

## Kooperationen
- 2013 Liquid / Album: Bavarian Wasted Youth – BBou & Liquid
- 2018 Hannes Ringlstetter: Fürchtet Euch nicht! Featured artists: Monaco F, BBou, Roger Rekless, Dicht & Ergreifend, Christian Tramitz, Liquid, Maniac, Dj Rufflow,
- 2019 Bavarian Squad Featured artists: Monaco F, BBou, Gräm Grämsn, Roger Rekless, Liquid, Maniac, Dj Rufflow, DJ Sticky, DJ AlRock, DJ Spliff
- 2019 Pam Pam Ida / Album: Sauber / Titel: Bis auf die Knochen
- 2020 Pam Pam Ida / Album: Frei / Titel: Ma wed seng
- 2020 Claudia Koreck / BR Sternstundensong. Produziert für den Bayerischen Rundfunk (Sternstunden 2020) Mit dabei Ami Warning, Barny Murphy, BBou, Claudia Koreck, Django 3000, Ganes, Gudrun Mittermeier, Haindling Hans-Jürgen Buchner, Hannes Ringlstetter, Karin Rabhansl, Martin Schmitt, Pam Pam Ida, Roger Rekless, San2, Sebastian Horn, Stefan Dettl[9]
- 2023 Dicht & Ergreifend / Album: Es werde dicht / Titel: Punchline Labor Habermayer
- 2023 Monaco F (a Bayer trinkt a Bier), Kiste (Kneippkur)
- 2024 a Bayer trinkt a Bier remix: Harrison Fiat aka LefDutti (Dicht & ergreifend) und Monaco F
- 2024 Kanona remix: Harrison Fiat aka LefDutti (Dicht & ergreifend)